# Бор (Новосибирская область)
Бор — посёлок в Болотнинском районе Новосибирской области России. Административный центр Боровского сельсовета.

## География
Площадь посёлка — 47 гектар.

## История
В 1966 году Президиума Верховного Совета РСФСР посёлку центральной усадьбы откормочного совхоза присвоено наименование Бор.

## Население
| 2002 | 2007 | 2010 |
| ---- | ---- | ---- |
| 647  | ↗670 | ↘663 |

## Инфраструктура
В посёлке по данным на 2007 год функционируют 1 учреждение здравоохранения, 1 образовательное учреждение.